# Wassa Amenfi East Municipal District
Koordinaten: 5° 51′ N, 2° 0′ W
Der Distrikt Wasa Amenfi East Municipal ist ein Distrikt der Western Region von Ghana. Er ist erst vor wenigen Jahren aus dem Wasa Amenfi District entstanden.

## Klima und Natur
Wasa Amenfi East liegt in der regenreichsten Zone Ghanas, der Süden ist von tropischem Regenwald bedeckt. Es gibt vier Wald-Reservate. Die erste Regenzeit erstreckt sich von März bis Juli, die zweite von September bis Anfang Dezember. Die größten Flüsse sind Ankobra und Mansi.

## Wirtschaft und Verkehr
Auch nach ghanaischen Maßstäben ist der Distrikt ökonomisch gering entwickelt. Eine Untersuchung über die Wirtschaft des Distrikts findet diese gekennzeichnet durch „geringe Produktion und geringe Produktivität“. Die Landwirtschaft, in der 60 % der Beschäftigten tätig sind, ist durch hohe Verlustraten nach der Ernte aufgrund unzureichender Lager- und Vertriebsmöglichkeiten  gekennzeichnet. Produziert werden Kaffee, Palmöl, Gummi, Kolanüsse und Kakao sowie Kochbananen, Kassawa, Mais, Reis, Tomaten und Pfeffer. Eine industrielle Verarbeitung der landwirtschaftlichen Produkte vor Ort findet nicht statt. Die Bauern bewirtschaften ihr Land überwiegend mit sehr traditionellen Methoden und durchschnittliche Größe der Betriebe ist niedrig. Das in geringem Maße vorhandene einheimische Kapital wird außerhalb des Distrikts investiert und auch das „Humankapital“, also gut ausgebildete Menschen verlassen den Distrikt. Das Straßennetz ist in so schlechtem Zustand, dass sich Transporteure in vielen Fällen entweder weigern,  sie zu befahren oder aber ungewöhnlich hohe Frachtpreise verlangen. Als wichtigste Straße führt die Inter-Regionalstraße 6 durch den Distrikt.
Potentielle touristische Anziehungspunkte sind vorhanden, jedoch kaum mit touristischer Infrastruktur erschlossen. Ein Entwicklungspotential besteht im Bergbaubereich durch Vorkommen an Kaolin, Bauxit, Diamanten und Gold.